# Grand Prix automobile des Sables-d’Olonne
Le Grand Prix automobile des Sables-d'Olonne (ou Grand-Prix des Sables) était une compétition automobile internationale essentiellement de Formule 2, qui se courait sur le circuit automobile urbain de la Rudelière, dans le département de la Vendée. Ce circuit a été créé dans le cadre des Grands Prix nationaux de France.  

## Histoire[1]
La course s'est disputée dans les rues de la station balnéaire des Sables-d'Olonne sur une boucle empruntant la route de bord de mer de 2,285 kilomètres en 1951, de 2,349 kilomètres en 1952, et de 2,948 kilomètres en 1953. Son tracé, bien qu'ayant varié, prend son départ et trouve son arrivée près du Casino des Pins, passe près du lac de Tanchet et pénètre dans la forêt de la Rudelière. En 1956, deux courses Sport ont été disputées le même jour, en catégories de plus et moins de 1,1 l, et la distance de piste a alors été ramenée à 2,163 kilomètres. Ce raccourcissement s’explique par l’urbanisation grandissante de la ville, qui a obligé le circuit à réduire son emprise. 
Le 21 juillet 1951, le circuit a été inauguré par quelques courses de motos. Le circuit est alors équipé de 80 haut-parleurs permettant aux spectateurs d'apprécier la course sur l'entièreté du circuit. Le nombre de ceux-ci est estimé entre 30 000 et 50 000 personnes. Le 22 juillet, ce sont 27 monoplaces qui prennent le départ. Elles s'affrontent lors de 80 tours qualificatifs répartis en deux manches, à l'issue desquelles se dispute la finale de 90 tours. C'est André Simon qui remporte cette finale, suivi de Robert Manzon, Jean Behra et Maurice Trintignant.
En 1952 et 1953, le Championnat du monde de Formule 1 était régi par le règlement technique de la Formule 2 (2,0 l), ce qui explique la qualité du plateau des participants lors des éditions correspondantes du GP vendéen. En effet, en plus de la présence des écuries Gordini ou Bonnet, déjà présentes l'année précédente, on retrouve de grands noms de la course automobile tels que Ferrari ou Maserati. Du côté des pilotes, on retrouve également des noms familiers tels qu'Alberto Ascari, devenu champion du monde en 1952, ou Giuseppe Farina. Ce sont les Italiens qui partent en tête devant les Français, plus en difficulté cette année là. Le début de l'épreuve se déroule normalement, jusqu'au quarantième tour. Lors de celui-ci a lieu un énorme carambolage dû au sable présent sur la piste, qui met hors course les favoris. S'ouvre alors une chance pour des outsiders tels que Luigi Villoresi, qui remporte la course, suivi par Peter Collins et Johnny Claes.
En 1954, le Grand Prix se dispute une fois de plus sur le circuit des Sables-d'Olonne. Malgré la présence de Stirling Moss, jeune pilote prometteur, l'engouement pour ce circuit diminue. C'est Maurice Michy qui remporte la course, après une lutte acharnée contre Georges Monneret. Les pilotes les plus connus de l'époque ne sont plus présents dans ce Grand Prix. De plus, les Grand Prix nationaux sont tous en perte de vitesse. Ce manque d'intérêt va contribuer à la décision de fermer le circuit (notamment à cause du manque de moyens pour l'entretenir).
En 1955, le Grand Prix n'a pas lieu, l'accident lors des 24 heures du Mans ayant suspendu toutes les courses automobiles pendant l'année.
La ville possède toujours un circuit automobile, celui dit du Puits d'Enfer, créé en 1964 (qui servit également de camping estival jusqu'au début des années 1990) et réputé localement pour ses courses annuelles de slaloms, organisées depuis 1973. Le circuit est aujourd'hui fermé et va être démantelé au fur et à mesure pour laisser la nature reprendre ses droits dans ce lieu de haute qualité environnementale.

## Palmarès
| Année | Date                           | Pilote                         | Voiture                        | Écurie                         | Catégorie                      | Distance                       | Tours                          | Temps                           |
| ----- | ------------------------------ | ------------------------------ | ------------------------------ | ------------------------------ | ------------------------------ | ------------------------------ | ------------------------------ | ------------------------------- |
| 1951  | 22 juillet                     | André Simon                    | Simca-Gordini T15              | Équipe Gordini                 | Formule 2                      | 205,65 km                      | 90                             | 1 h 58 min 41 s 3               |
| 1952  | 13 juillet                     | Luigi Villoresi                | Ferrari 500                    | Ferrari                        | Formule 2                      | 319,551 km                     | 136                            | 3 h 0 min 0 s                   |
| 1953  | 9 août                         | Louis Rosier                   | Ferrari 500                    | Écurie Rosier                  | Formule 2                      | 265,349 km                     | 2 x 45                         | 2 h 12 min 56 s 1               |
| 1954  | ?                              | Maurice Michy                  | Maserati A6GCS                 | Privée                         | Sport                          | ?                              | ?                              | ?                               |
| 1955  | Non disputé (accident du Mans) | Non disputé (accident du Mans) | Non disputé (accident du Mans) | Non disputé (accident du Mans) | Non disputé (accident du Mans) | Non disputé (accident du Mans) | Non disputé (accident du Mans) | Non disputé (accident du Mans)  |
| 1956  | 15 juillet                     | Benoît Musy                    | Maserati 300S                  | ?                              | Sport (> 1,1 l)                | 150 km                         | ?                              | 1 h 34 min 20 s 6 (95,746 km/h) |
| 1956  | 15 juillet                     | David Piper                    | Lotus Eleven-Climax            | ?                              | Sport (< 1,1 l)                | 107 km                         | ?                              | 1 h 12 min 1 s 7 (89,67 km/h)   |

## Biographie
- Christian Huet, Gordini un sorcier une équipe, Christian Huet, 1984, 485 p. (ISBN 978-2-9500432-0-7), p. 212 à 214 (années 1951 à 1953);
- Patrick Martin et Pierre Monteverdi, Dans les pas de Fernand Tavano, éditions du Petit Pavé, 2005 (ISBN 978-2-911587-75-7) (année 1956).